# Ophthalmonoe pettiboneae
Ophthalmonoe pettiboneae är en ringmaskart som beskrevs av Petersen och Britayev 1997. Ophthalmonoe pettiboneae ingår i släktet Ophthalmonoe och familjen Polynoidae. Inga underarter finns listade i Catalogue of Life.